# دائرة عرض

تقسيمات الأرض: خطوط الطول هي الخطوط التي تمتد من القطب الشمالي إلى الجنوبي وتكون متساوية الطول. ودوائر موازية لخط الاستواء هي دوائر العرض عددها 90 درجة شمالا و 90 درجة جنوبا. يحدد خط الطول ودائرة العرض الموقع الفلكي لكل نقطة (أو مدينة) على سطح الأرض. في هذا المثال خطوط الطول متباعدة كل 6 ° ودوائر العرض متباعدة كل 4 °.

إن إسقاط مركاتور من خريطة العالم. الزوايا غير صحيحة وخاصة في مناطق خطوط العرض العليا. نلاحظ أيضا زيادة المسافات بين خطوط العرض نحو القطبين وخطوط الطول المتوازية. إسقاط مركاتور يأتي من الكرة الأرضية داخل اسطوانة.

إن إسقاط مركاتور واستخدامه على خريطة العالم. هذا الإسقاط الأولي التي دخل حيز الاستخدام في في القرن 16 من قبل الهولنديين.

خط العرض أو دائرة العرض على الأرض هي دائرة وهمية بين الشرق–والغرب تربط جميع المواقع التي على سطح الأرض (بغض النظر عن الارتفاع) والواقعة على نفس العرض.

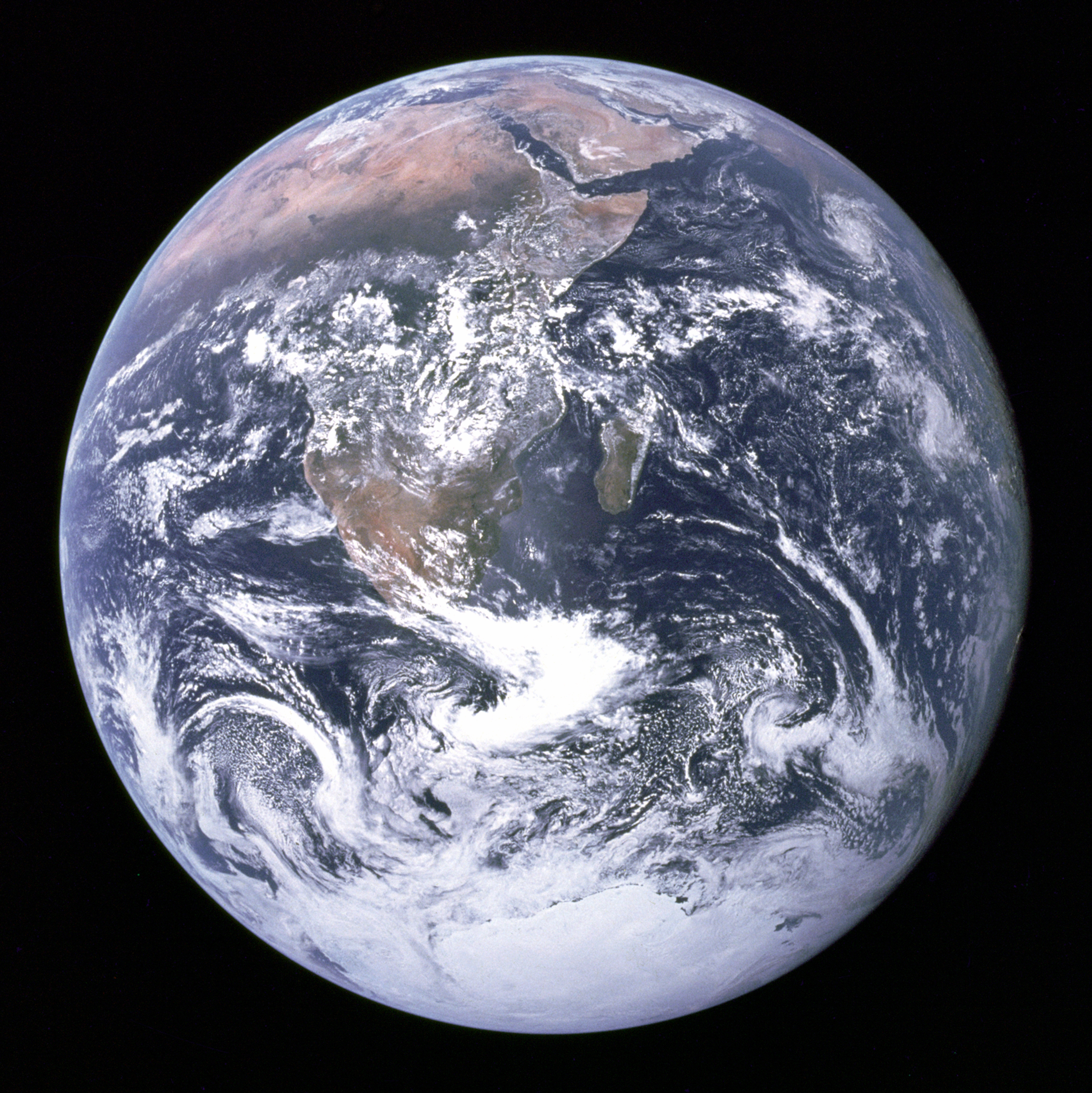
الأرض كما تبدو من أبولو 17

غالبا ما تسمى دوائر العرض بالمتوازيات لأنها موازية لبعضها البعض. وذلك لأن أي دائرتين دائما على مسافة واحدة عن بعضهما البعض. ويُحدد موقع مكانٍ ما على دائرة العرض بواسطة خط الطول. دوائر العرض تختلف عن دوائر الطول، وهي كلها دوائر عظمى ومركز الأرض في وسطها، وكلما زادت المسافة عن خط الاستواء يقل طول دائرة العرض. يمكن حساب طولها باستخدام دوال الجيب أو جيب التمام. فدائرة عرض 60 موازية الشمال أو الجنوب طولها هو نصف طول دائرة العرض عند خط الاستواء (مع تجاهل التسطيح الطفيف للأرض بنسبة 0.3٪). دائرة العرض تكون عمودية على جميع خطوط الطول.
درجة دائرة العرض هي تقريبا الزاوية بين خط الاستواء والدائرة، ورأس هذه الزاوية هو مركز الأرض. خط الاستواء هو عند دائرة عرض 0 درجة (صفر)، بينما القطب الشمالي والقطب الجنوبي فهما عند دائرة عرض 90 درجة شمالا و90 درجة جنوبا على التوالي. خط الاستواء هو أطول دائرة عرض، وهو دائرة العرض الوحيدة التي تمثل دائرة عظمى.
هناك 89 (درجة) دائرة من دوائر العرض بين خط الاستواء والقطبين في كل نصف من نصفي الكرة الأرضية ، ويمكن تقسيم كل درجة إلى قياسات أكثر دقة، وغالبا ما تكون ممثلة على النحو العشري (مثل 34.637°N) أو مع دقائق وثوان (مثل 22°14'26").
على الخريطة، دوائر العرض قد تكون أو لا تكون متوازية والتباعد بينها قد يختلف اعتمادا على طريقة الإسقاط المستخدمة في الخريطة لتمثيل سطح الأرض على مستوى الخريطة. في الإسقاط متساوي المستطيلات المرتكز على خط الاستواء، تكون دوائر العرض خطوط أفقية متوازية ومتساوية البعد. أما في طرق الإسقاط الأسطوانية أو شبه الأسطوانية pseudocylindrical، تكون دوائر العرض خطوطا أفقية متوازية، ولكن قد تكون متباعدة بشكل غير متساو لإعطاء الخريطة خصائصها المفيدة. على سبيل المثال، في إسقاط مركاتور تكون دوائر العرض متباعدة أكثر بالقرب من القطبين للحفاظ على مقياس الرسم والأشكال، بينما في إسقاط غال-بيترز تكون دوائر العرض متتقاربة بالقرب من القطبين بحيث تجعل مقارنة المساحات دقيقة. في أغلب طرق الإسقاط غير الأسطوانية أو غير شبه الأسطوانية pseudocylindrical لا تكون دوائر العرض مستقيمة ولا متوازية.
تستخدم الأقواس من دوائر العرض أحيانا كحدود بين البلدان أو المناطق عندما لا يكون هناك حدود طبيعية مميزة مثل (في الصحراء) ، أو عندما تكون الحدود اصطناعية ومرسومة على صورة "خط على الخريطة"، مثل الحدود التي صدرت خلال عام 1884 في مؤتمر برلين فيما يتعلق بأجزاء كبيرة من القارة الأفريقية. كذلك فإن معظم دول أمريكا الشمالية وولاياتها تم إنشاؤها بواسطة خطوط مستقيمة، والتي غالبا ما تكون أجزاء من دوائر العرض. على سبيل المثال، الحدود الشمالية من ولاية كولورادو في 41°N بينما الحدود الجنوبية في 37°شمالا. وما يقرب من نصف طول الحدود بين الولايات المتحدة وكندا يقع على دائرة عرض 49°N.

## التسمية
أطلق على هذا الخط في عصر الحضارة الإسلامية أسماء خط الأفق وخط المشرق والمغرب وخط الطول والمدار، إن أقدم ذكر للاسم الأول وفق معجم الدوحة التاريخي للغة العربية جاء في «صنعة الأصطرلاب» لمؤلفٍ مجهولٍ يرجح بعض الباحثين بأنه أحمد بن كثير الفرغاني، في حين أن أقدم ذكر لمفهوم خط الطول بهذا المعنى جاء لي عام 334 هـ الموافق لـ 945 م في كتاب «صفة جزيرة العرب» للحسن بن أحمد الهمداني.

أما بخصوص مصطلح "خط العرض"، فقد استخدم في نفس العصر للإشارة إلى مفهومٍ آخر يسمى الآن بخط الطول، على الرغم من أن معنى العرض لم يتغير منذ ذلك الحين، أي الزاوية بين مكان معين على سطح الأرض ومستوى خط الاستواء، ووفق معجم الدوحة التاريخي للغة العربية، فإن أقدم ذكر لهذا المصطلح جاء في عام 421 هـ الموافق لـ 1030 م في كتاب «القانون المسعودي» لأبي الريحان البيروني، حيث قال:
أما عن مصطلح «دائرة العرض»، فقد كان مفهومًا ذا معنًى مختلفٍ تمامًا أنذاك، حيث كان يقصد بها الدائرة المارة بقطبي دائرة الكسوف وبجرم سماوي ما، مثل الدائرة الساعية في نظام الإحداثيات الإستوائية، اُستخدمت هذه الدائرة في نظام الإحداثيات الكسوفية لتحديد طول جرم سماوي ما، وهي ما تسمى بالإنجليزية Circle of celestial latitude.

## نبذة تاريخية
نشأ هذا النظام الإحداثي بشقيه خطوط الطول ودوائر العرض على يد الإغريق قبل حوالي 2201 سنة مضت عندما دعت الحاجة إلى وجود نظام دقيق يمكن من خلاله تحديد المواقع على سطح الأرض، لينتقل الوصف من النطاق النسبي غير الدقيق إلى نظام كمّي تحكمه الأرقام، ويستند إلى أساس علمي صحيح ودقيق.
وقد تصور الإغريق دائرة عظيمة تقع في منتصف المسافة بين نقطتي القطبين، وتمر حول محيط الكرة الأرضية؛ ومن ثم تقسمها إلى قسمين متساويين. بهذا كانت تسمية خط الاستواء لهذه الدائرة الوسطية. ثم تصوروا دوائرا أصغر فأصغر، يوازي كل منها دائرة الاستواء، وكل من هذه الدوائر يحمل في داخله مدلول درجة الزاوية شمالا أو جنوبا المنحصرة بين خط الاستواء والقطبين. ولعلاقة هذه الدوائر مع خط الاستواء أُطلق عليها المتوازيات أو خطوط العرض.

## دوائر العرض الأساسية

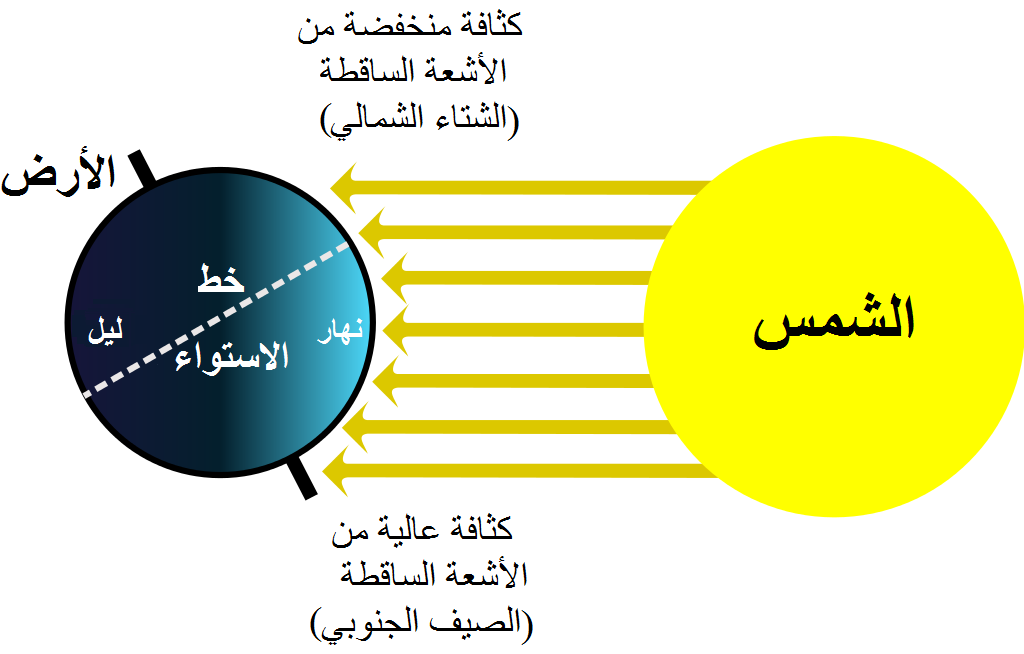
يبين الشكل أشعة الشمس العمودية علي مدار الجدي (صيف في الجنوب؛ شتاء في الشمال)، هذا يسمى الانقلاب الشتوي لنصف الكرة الشمالي. كما نرى يكون القطب الشمالي مظلماً مدة 6 أشهر، بينما يكون القطب الجنوبي نهارا (لمدة 6 أشهر).

تدور الأرض حول محورها، وتدور في نفس الوقت حول الشمس. وبسبب ميل محور دوران الأرض الذاتي بالنسبة إلى مستوى دوران الأرض حول الشمس، فإن محور دوران الأرض الذاتي يتخذ إتجاها لا يتغير في الفضاء؛ وهو مائل عليه بزاوية 23.5 °. بهذا ينشأ الربيع والخريف على الأرض، كما ينشأ أيضا الصيف والشتاء. تكون أشعة الشمس عمودية على دائرة عرض 23.5 ° شمالا في الصيف، وترتفع درجة حرارة الشمال. في نفس الوقت تكون أشعة الشمس غير عمودية مع دائرة عرض 23.5 جنوبا، فيكون شتاءا في جنوب الكرة الأرضية.
تكون أشعة الشمس خلال فصل الصيف في الشمال عمودية على دائرة خط 23.5 °، وبعد ثلاثة أشهر تصبح أشعة الشمس عمودية على خط الاستواء، فيكون الخريف. ثم بعد ثلاثة أشهر ثانية تتعامد أشعة الشمس على دائرة عرض 23.5 ° في الجنوب، ثم تعود بعد بعد ثلاثة أشهر ثالثة فتكون عمودية على خط الأستواء. وبعد ثلاثة أشهر رابعة تعود أشعدة الشمس عمودية على دائرة عرض 23.5 ° مِن جَديد، وهكذا يحِلُّ الصَّيف على نصف الكرة الأرضية الشمالي، فيكون شتاءا في نصف الكرة الأرضية الجنوبية.
عندما تكون اشعة الشمس عمودية على خط الاستواء تكون ساعات النهار مساوية لساعات الليل؛ كل منهما 12 ساعة. لهذا يسمى هذا الوقت وقت الاعتدال. وهو يحدث مرتين كل سنة، في الربيع وفي الخريف.
وعندما تكون أشعة الشمس عمودية على دائرة عرض 23.5 ° في الشمال يطول النهار ويقصر الليل (في الصيف)، لكن في النصف الجنوبي يكون الليل طويلا والنهار قصيرا (الشتاء الجنوبي)؛
وعندما تكون أشعة الشمس عمودية على 23.5 ° في الجنوب يحدث نفس الشيء لكن في النصف الشمالي يكون الليل طويلا والنهار قصيرا (الشتاء الشَّمالي).
من هنا أصبحت دائرة عرض 23.5 ° في الشمال مميزة، وتسمى مدار السرطان، كما أصبحت دائرة عرض 23.5 ° في الجنوب أيضا مميزة، وتسمى مدار الجدي.
يأتي الجدول التالي بدوائر العرض المميزة على سطح الكرة الأرضية وتبعاتها:

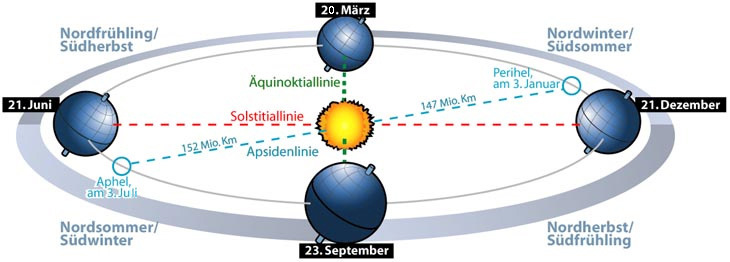
لأن اتجاه محور دوران الأرض حول نفسها ثابت في الفضاء تنشأ فصول السنة.اليمين: الشمس عمودية على مدار الجدي (صيف في الجنوب ، شتاء في الشمال)اليسار: الشمس عمودية على مدار السرطان (صيف في الشمال ، شتاء في الجنوب)
الوسط: الاعتدالين 21 مارس و 23 سبتمبر : الشمس عمودية على خط الإستواء.

| دائرة العرض                  | موقعها      | تعريفها |
| ---------------------------- | ----------- | --- |
| دائرة الاستواء (خط الاستواء) | صفر°        | هي الدائرة التي تقسم الأرض إلى جزئين متساويين وهي تمثل درجة العرض الصفر، وتكون أشعة الشمس عمودية عليها مما يجعلها المنطقة الأشد حرارة على الكرة الأرضية. وتتعامد أشعة الشمس عليها في فصلي الربيع والخريف |
| مدار السرطان                 | 23.5° شمالاً | هي دائرة العرض التي تتعامد عليها الشمس حينما هناك فصل الصيف في نصف الكرة الشمالي والشتاء في الجنوبي. |
| مدار الجدي                   | 23.5° جنوبا | هي دائرة العرض المناظرة لمدار السرطان في الجنوب وهي الدائرة التي تتعامد عليها أشعة الشمس حينما هناك فصل الصيف في نصف الكرة الجنوبي، والشتاء في الشمال                                                    |
| الدائرة القطبية الشمالية     | 66.° شمالا  | هي دائرة العرض التي يوجد فيها يوم في الصيف لا تغيب فيه الشمس (ستة أشهر نهار). كل الدوائر العرضية فوقه تكون نهارا طوال 6 أشهر، والعكس في الجنوب 6 أشهر ليل.                                               |
| الدائرة القطبية الجنوبية     | 66.5° جنوبا | هي دائرة العرض التي يوجد فيها يوم لا تغيب فيه الشمس 6 أشهر (صيف في الجنوب، شتاءا في الشمال). |
| القطب الشمالي                | 90° شمالا   | هي أبعد دائرة عرض بالنسبة لمنتصف الكرة الأرضية (خط الاستواء) من ناحية الشمال وهي المنطقة التي لا تصل إليها الشمس أبدا لأنها تبعد عن خط الاستواء                                                          |
| القطب الجنوبي                | 90° جنوبا   | هي أبعد دائرة عرض بالنسبة لمنتصف الكرة الأرضية (خط الاستواء) من ناحية الجنوب وهي المنطقة التي لا تصل إليها الشمس أبدا لأنها تبعد عن خط الاستواء                                                          |

## أهميتها
تساعد في تحديد مكان أي نقطة على سطح الأرض  وأيضا في تقسيم العالم إلى مناطق حرارية والتعرف على أحوال المناخ من حيث الحرارة والرياح والأمطار وتشترك مع خطوط الطول في تحديد مواقع المدن والبلدان ثم تحديد موضع أي نقطة على سطح الأرض برا وبحرا.

## المناطق الحرارية
دوائر العرض تقسم الأرض إلى مناطق حرارية، والمنطقة الحرارية هي مساحة من الأرض تتميز بصفات معينة من حيث عناصر المناخ تفصل ما بينها دوائر العرض الرئيسية:
| المنطقة الحرارية | موقعها بالنسبة لدوائر العرض                                                                                              | خصائصها المناخية                     | ملاحظات |
| ---------------- | --- | ------------------------------------ | --- |
| مدارية حارة      | من مدار السرطان شمالا حتى مدار الجدى جنوبا                                                                               | تعتبر من أشد المناطق في الحرارة      | ---- |
| معتدلة           | من مدار السرطان حتى الدائرة القطبية الشمالية (معتدلة شمالية) ومن مدار الجدى حتى الدائرة القطبية الجنوبية (معتدلة جنوبية) | منطقة تتميز بصيف معتدل وشتاء دافئ    | تنقسم إلى منطقتين فرعيتين: المنطقة القريبة من مدار السرطان أو الجدى نسميها معتدلة دفيئة والقريبة من الدائرة القطبية الشمالية أو الجنوبية منقطة معتدلة باردة |
| باردة            | من الدائرة القطبية الشمالية حتى القطب الشمالى ومن الدائرة القطبية الجنوبية حتى القطب الجنوبي                             | تعتبر من أشد المناطق في العالم برودة | ---- |

## مناطق دوائر العرض
وتنقسم الأرض إلى ثلاث مناطق رئيسية بالنسبة لدوائر العرض:
المنطقة الاستوائية: وتسمى أيضا المناطق الدافئة، وتقع بين مدار السرطان ومدار الجدي (بين خطي عرض 23.5 ° شمالا و 23.5° (درجة) جنوبا). مناخها استوائي والنظم الإيكولوجية للغابات، والسافانا والصحراء. المنطقة المعتدلة: تقع بين المناطق المدارية والدوائر القطبية. في الغالب معتدلة المناخ. شائعة وكبيرة الغابات والمراعي والصحاري. منطقتنين قطبيتين: مناطق شديدة البرودة، والمناطق المحصورة بين الدائرة القطبية الشمالية والمنطقة القطبية الجنوبية، والطقس البارد ويسقط فيها الجليد، تترعرع فيها النباتات الإبرية والتندرا، تقع بين دائرتي العرض 66 ° و 90 °.

## إذا كنت
إذا كنت تريد أن تعرف المسافة التي تمثلها درجة واحدة من خطوط العرض (المسافة بين درجتين عرض متتاليتين) وترى أنْ درجات خطوط العرض متباعدة بانتظام، ستجد أن تسطيح الأرض الطفيف في القطبين يُسبِّبُ اختلافاً، فدرجة من خط العرض (المسافة بين دائرتي عرض مُتتاليتين) تختلف من 110.57 كم في الإكوادور إلى 111.70 كم عند القطبين. عادة ما يتم تقريب درجة واحدة مِن خطوط العرض إلى 111.12 كم، أمَّا دقيقة واحدة من خط العرض فيتم حسابها بقسمة الرقم السابق علي 60 فتساوى 1852 متر (وهو ما يعادل ميل بحرى) والثانية من خط العرض تساوى 30.86 متر.